# Getreidekasten (Frasdorf)

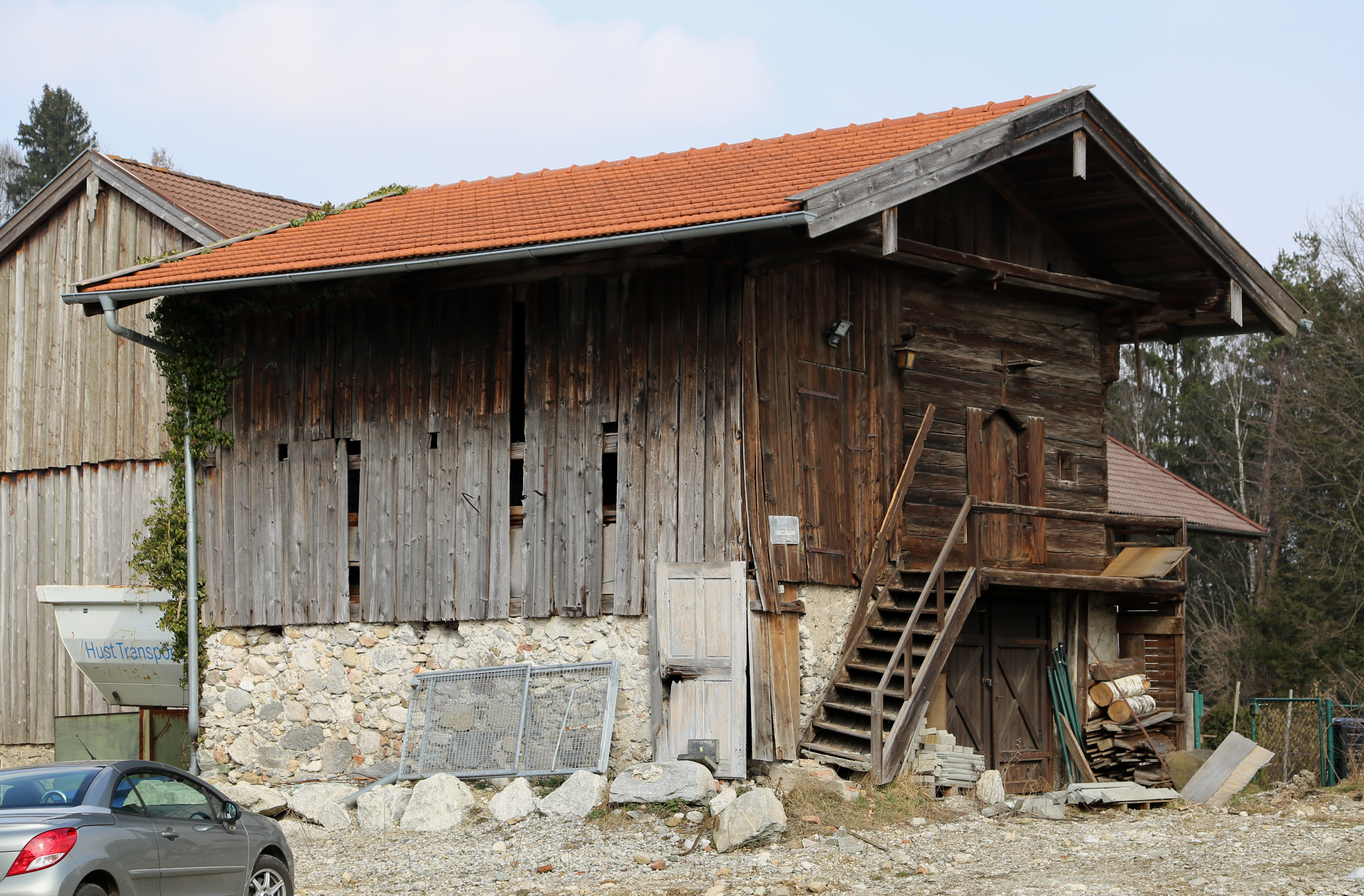
Getreidekasten in Frasdorf

Der Getreidekasten in Frasdorf, einer Gemeinde im oberbayerischen Landkreis Rosenheim, wurde vermutlich im 17. Jahrhundert errichtet. Der Getreidekasten an der Hauptstraße 6 ist ein geschütztes Baudenkmal.
Der freistehende Holzbau auf hohem Bruchsteinsockel mit Flachsatteldach ist teilweise als Blockbau errichtet.